# Królewski zwiadowca
Królewski zwiadowca (ang. The Royal Ranger) – dwunasty tom serii powieści fantasy Zwiadowcy, napisanych przez australijskiego pisarza Johna Flanagana.

## Opis fabuły
Akcja Królewskiego zwiadowcy dzieje się wiele lat po wydarzeniach zawartych w tomie dziesiątym serii. Will jest dorosłym mężczyzną w średnim wieku, jego mistrz Halt – przeszedł w stan spoczynku. Gilan został nowym przewodniczącym Korpusu Zwiadowców po Crowleyu, który po swoim burzliwym, pełnym przygód życiu zmarł podczas snu. Król Duncan złożony chorobą nie jest w stanie pełnić swoich obowiązków jako władcy Araluenu, regentką zostaje jego córka Cassandra. 
Will nie może pozbierać się po stracie swojego największego skarbu. Nie wypełnia już tak dobrze jak kiedyś obowiązków zwiadowcy. Nie jest już tą szczęśliwą i tryskającą energią osobą, którą był przez całe dotychczasowe życie. Sir Horace z Cassandrą oraz Halt z małżonką widząc jak ich przyjaciel coraz bardziej popada w depresję wpadają na ciekawy pomysł. Zamierzają oddać księżniczkę Madelyn na szkolenie zwiadowcy Willowi.